# Relaciones Liechtenstein-Unión Europea
Las relaciones Liechtenstein-Unión Europea son las relaciones internacionales entre la Unión Europea y Liechtenstein. Las relaciones están fuertemente moldeadas por la participación de Liechtenstein en el Espacio Económico Europeo (EEE).

## Acceso al mercado
Liechtenstein es el único micro-Estado (sin contar Islandia por población) que forma parte del EEE. Liechtenstein se unió al EEE el 1 de mayo de 1995 después de convertirse en miembro de pleno derecho de la Asociación Europea de Libre Comercio (EFTA) en 1991 (anteriormente, había estado en la EFTA como parte de Suiza). Todos los estados de la AELC Suiza están en el EEE, lo que les da acceso al Mercado único de la UE. También obliga a Liechtenstein a aplicar las leyes de la Unión Europea consideradas relevantes para el EEE. A junio de 2016, alrededor de 5,000 de 23,000 actos legales de la UE en total estaban en vigor en el EEE. Existe una mayor cooperación con la UE a través de Suiza, ya que Liechtenstein está altamente integrado con la economía suiza (incluido el uso del franco suizo).

## Schengen
El 28 de febrero de 2008, Liechtenstein firmó el Acuerdo de Schengen y pasó a formar parte del espacio Schengen el 19 de diciembre de 2011. Antes de esto, Suiza compartía una frontera abierta con Liechtenstein y ya era miembro de pleno derecho del Área Schengen. Esta frontera abierta no se consideró una amenaza para la seguridad europea porque sería muy difícil o imposible ingresar a Liechtenstein sin primero aterrizar o ingresar a un estado Schengen. La frontera con Austria no estaba abierta, y Austria y Liechtenstein lo trataron como un puesto fronterizo externo, por lo que era necesario pasar por el control de aduanas y pasaportes antes de cruzar.
Liechtenstein firmó un acuerdo de asociación Schengen con la Unión Europea el 28 de febrero de 2008, y originalmente planeó unirse al Área Schengen el 1 de noviembre de 2009. Sin embargo, la ratificación se retrasó inicialmente a instancias de Suecia y Alemania, quienes consideraron que Liechtenstein no había hecho lo suficiente para luchar contra la evasión fiscal, El Consejo de Ministros finalmente consintió en la ratificación del protocolo el 7 de marzo de 2011, con el protocolo entrando en vigor un mes después. Liechtenstein debía unirse al espacio Schengen a finales de 2011 y lo hizo el 19 de diciembre.

## Otros acuerdos
Existen otros acuerdos bilaterales entre las dos partes sobre asuntos como la tributación de los ahorros. También hay conversaciones en curso sobre la lucha contra el fraude y el intercambio de información sobre asuntos fiscales.